# 天主教克拉图教区
天主教克拉圖教區（拉丁語：Dioecesis Cratensis）是羅馬天主教在巴西的一個教區，屬福塔萊薩總教區。
教區成立於1914年10月20日，包括塞阿拉州南部三十二市。2006年有教友810,295人，佔轄區總人口84.9%。教區下轄四十六個堂區，有六十五名司鐸。現任教區主教為費爾南多·帕尼科。